# Davide Cesarini
Davide Cesarini (sinh ngày 16 tháng 2 năm 1995) là một cầu thủ bóng đá người San Marino thi đấu cho S.P. Tre Penne.